# 宮島三郎
宮島 三郎（みやじま さぶろう、1981年8月4日 - ）は、日本の俳優。富山県出身。

## 人物
G-STAR.PROに所属していた。
血液型はO型。身長177cm、体重58kg。
趣味は、散歩、野球、旅行、格闘技観戦。特技は、ギター。　
2025年6月26日、福井県の50代女性から電子マネー4万円分をだまし取ったとして詐欺の疑いで逮捕された。同日、G-STAR.PROは公式サイトに「弊社所属俳優に関する報道について」との文書を掲載し、「報道内容が事実であるとすれば、許される行為ではなく、被害に遭われた方々をはじめ、関係者の皆様、そして日頃より応援してくださっているファンの皆様に、多大なるご迷惑とご心配をおかけしておりますことを、心より深くお詫び申し上げます」と謝罪した。8月6日、仲間と共謀して千葉県の70代男性から計約200万円分の電子マネーをだまし取ったとして、詐欺容疑で再逮捕される。

## 出演作品

### CM・スチール
- ケンタッキー・フライドチキン（2013年8月　WEBCM）
- レヴール×テルマエ・ロマエII（2014年3月）
- ピザーラVSピザブラック「ブルーハワイ」編（2014年7月）
- ピザーラVSピザブラック「みみだけ」編（2014年7月）
- めちゃコミック（2014年8月）
- ピザーラVSピザブラック「サーモン」編（2015年3月）
- ピザーラVSピザブラック「グー沢山」編（2015年3月）
- アニマックス「手ぶらスマホホルダー」編（2015年4月 WEB CM）

### ドラマ
- ヘブンズ・フラワー（2011年 TBSテレビ）
- JIN-仁- 完結編（2011年 TBSテレビ）
- それでも、生きてゆく（2011年 フジテレビ）
- クローバー（2012年 テレビ東京）
- カエルの王女さま（2012年 フジテレビ）
- ラッキーセブン（2012年 フジテレビ）
- PRICELESS〜あるわけねぇだろ、んなもん!〜（2012年 フジテレビ）
- リーガル・ハイ（2012年 フジテレビ）
- GTO（2012年 フジテレビ）
- SUMMER NUDE（2013年 フジテレビ）
- 熱血硬派くにおくん（2013年 NOTTV）
- 三匹のおっさん（2014年 テレビ東京）
- ヤバい検事検事 矢場健3（2014年1月17日 フジテレビ）
- チーム・バチスタ4 螺鈿迷宮（2014年 フジテレビ）
- 失恋ショコラティエ（2014年 フジテレビ）
- モザイクジャパン（2014年 WOWOW）
- ビター・ブラッド（2014年 フジテレビ）
- 極悪がんぼ（2014年 フジテレビ）
- 水球ヤンキース（2014年 フジテレビ）
- 昼顔〜平日午後3時の恋人たち〜 （2014年 フジテレビ）
- アウトバーン マル暴の女刑事・八神瑛子（2014年　フジテレビ）
- 牙狼＜GARO＞-魔戒ノ花- 第21話 （2014年 テレビ東京）
- NHK連続テレビ小説「まれ」 第8週 45回 「危機的クリスマスケーキ」（2015年5月20日 NHK）
- ヤメゴク〜ヤクザやめて頂きます〜 第9話（2015年6月11日 TBSテレビ）
- NHK土曜ドラマ「ちゃんぽん食べたか」 第7回『本当にやりたいことは』（2015年7月18日 NHK）
- 探偵の探偵　第7話　(2015年8月20日 フジテレビ)
- HiGH&LOW〜THE STORY OF S.W.O.R.D.〜山王連合会メンバー　(2015年　日本テレビ)
- 相棒（テレビ朝日）
  - season14 第12話「陣川という名の犬」（2016年1月20日） - DVDショップの男 役
  - season17 第9話「刑事一人」（2018年12月12日） - 中島 役
- MARS〜ただ、君を愛してる〜 第4話（2016年2月14日 日本テレビ）
- ラヴソング (2016年 4月 フジテレビ)
- AKB48総選挙スキャンダル アキバ文書（2016年 Amazonプライムビデオ限定配信）
- SICK'S 覇乃抄 〜内閣情報調査室特務事項専従係事件簿〜（2019年 Paravi）
- バベル九朔 第4話 （2020年11月10日 日本テレビ）
- インビジブル 第3話（2022年4月29日 TBS） - ボディガード 役
- 王様戦隊キングオージャー 第5話（2023年4月2日 テレビ朝日） - 転売ヤー 役
- あなたがしてくれなくても 最終話（2023年6月22日 フジテレビ） - 喫茶店の店員 役
- 刑事7人 SEASON9 第7話（2023年7月19日、テレビ朝日） - 三沢龍介 役
- 全領域異常解決室 最終話（2024年12月18日、フジテレビ）[4]
- トクリュウ -闇バイトの罠-（2025年5月17日、BUMP） - 西田 役

### 番組
- キャサリンIII世（2012年10月23日放送 フジテレビ）
- SMAP×SMAP（2013年8月12日放送 フジテレビ）
- 照れんずうぉーかー（2014年2月18日放送 フジテレビ）
- ガチンコ ザ ホルモン シリーズ（2019年 - 2024年）- ヌンチャクT男 役

### 映画
- 踊る大捜査線 THE FINAL 新たなる希望（2012年9月7日公開）
- 黄金を抱いて翔べ（2012年11月3日公開）
- ユダ 〜judas（2013年1月26日公開）
- 二代目はニューハーフ（2013年5月）
- 新・喧嘩の花道（2013年6月）
- 半グレVSやくざ（2013年12月1日公開）
- 半グレVSやくざ2（2014年1月18日公開）
- クローズEXPLODE（2014年4月12日）
- 闇金ウシジマくん Part2（2014年5月14日公開）
- ハニー・フラッパーズ（2014年9月13日公開）
- サルウインドウ・ピリオド（2014年10月4日公開）
- 劇場版 牙狼-GARO- -GOLDSTORM- 翔（2015年3月28日公開）
- やるっきゃ騎士（2015年5月23日公開）
- 新宿スワン （2015年5月30日公開）
- 夫婦フーフー日記（2015年5月30日公開）
- S -最後の警官- THE MOVIE （2015年8月29日公開）
- 劇場版『猫侍 南の島へ行く』（2015年9月5日公開）
- タロット探偵ボブ西田（2016年2月27日、信州映画） - ジェイ 役[5]
- HiGH&LOW THE MOVIE(2016年7月公開)
- スペシャルアクターズ（2019年10月18日公開） - 鬼塚 役

### 舞台
- Meeting All dear Everyday （2011年10月）

### 配信ドラマ
- CONNECT 覇者への道（2025年6月25日配信開始 、U-NEXT） - 元帝都連合幹部 名和会系組員 金本博 役[6]

### PV
- 「FIGHTERS」 三代目J Soul Brothers
- 「僕がいるぞ！」 石崎ひゅーい
- 「STORM RIDERS feat.SLASH」三代目J Soul Brothers from EXILE TRIBE
- 「君がいたから」 Crystal Kay